# Вануччи, Ронни
Рональд Дантэ Вануччи (англ. Ronald Dante Vannucci), более известный, как Ронни Вануччи-младший (англ. Ronnie Vannucci Jr.) — ударник американской инди-рок группы «The Killers». Автор сольного альбома «Big Talk».

## Биография
Рональд Данте Вануччи родился в американской паре итальянского и немецкого происхождения 15 февраля 1976 года. Он начал «барабанить» в раннем возрасте и более серьёзно заниматься начал с 6 лет. Ронни был участником джазового ансамбля своей средней школы, они принимали участие в «Clark and Western». После участия в формировании различных местных популярных групп и оттачивания своего мастерства, он впоследствии изучал ударные в UNLV (Университет Невады, Лас Вегас).
Ваннуччи работал в качестве фотографа в часовне цветов (свадебная часовня на Лас-Вегас-Стрип), и в то же время играл в ска-группе «Attaboy Skip». Затем Ронни присоединился к Дэйву Кенингу и Брэндону Флауэрсу, которые только начали выступать, как «The Killers». Они практиковались в гараже Ваннуччи, а затем в UNLV в комнате для групп после часа ночи в 2002 и 2003.

Ронни женат на Лизе Ваннуччи, с которой он живёт в Лас-Вегасе, Парк-Сити, штат Юта. Ронни женился 2 мая 2003 года.
В настоящее время помогает писать хиты для «Киллерс» (такие как, «Believe Me Natalie», «Spaceman», «Bones», «Somebody Told Me», «On Top»). Свободное время любит проводить на ранчо.
Ваннуччи появился на обложке «Drummer Magazine» в июне 2009 года. На обложке «Rhythm Magazine» в октябре 2006 года (где и получил звание «Pop’s dymanic showman»), где снова появился на обложке в ноябре 2008.

Ваннуччи выиграл в 2006 и 2007 годах в опросе «Modern Drummers Reader Polls».
В 2011 собрал группу под названием «Big Talk» и выпустил свой дебютный сольный альбом с тем же названием, а затем съездил с группой в тур по Северной Америке и Европе. В 2015 году планируется выпуск второго альбома.